# Ном (річка)
Ном (англ. Nome River) — річка на півострові Сьюард, на заході штату Аляска, США.
Річка Ном бере початок у вузькій долині на південному краю гірського хребта Кіглуаїк, за 7,2 км на захід від озера Салмон. Джерелом річки вважається місце злиття струмків Буффало і Діп-Каньйон, 42 км на північ від міста Ном. Річка розливається по широкій, заповненої гравієм, долині, яка є частиною території, що тягнеться уздовж південного краю гір Кіглуаїк. На північ від Дарлінг-Крік долина сильно звужується, а нижче Осборн-Крік річка виходить з долини на прибережну рівнину. Довжина річки становить близько 64 км. Впадає в затоку Нортон Берингового моря приблизно за 5 км на південний схід від міста Ном.

## Примітка
1. 1 2  Geographic Names Information System. United States Geological Survey.
2. ↑  Orth, Donald J.; United States Geological Survey (1971) [1967]. Dictionary of Alaska Place Names: Geological Survey Professional Paper 567 (PDF). University of Alaska Fairbanks. United States Government Printing Office. с. 694. Архів оригіналу (PDF) за 17 жовтня 2013. Процитовано 22 вересня 2013. {{cite book}}: Недійсний |deadlink=404 (довідка)
3. ↑  Geological Survey (U.S.); Alfred Hulse Brooks; Arthur James Collier; Walter Curran Mendenhall, George Burr Richardson (1901). Reconnaissances in the Cape Nome and Norton Bay regions, Alaska, in 1900 (вид. Public domain). Government Printing Office. с. 70–. Процитовано 31 березня 2013.